# Espacio de características
En reconocimiento de patrones, un espacio de características (EC), es un espacio abstracto donde cada ejemplo (patrón) es representado como un punto en un espacio n-dimensional. Esta dimensión, está determinada por el número de características que describen los patrones, con lo cual objetos similares se encontrarán cercanos en el EC y de esta forma es posible realizar clasificación y agrupamiento de los mismos.
- Datos: Q5839764